# 科羅波韋
49°35′26″N 36°20′30″E / 49.59056°N 36.34167°E

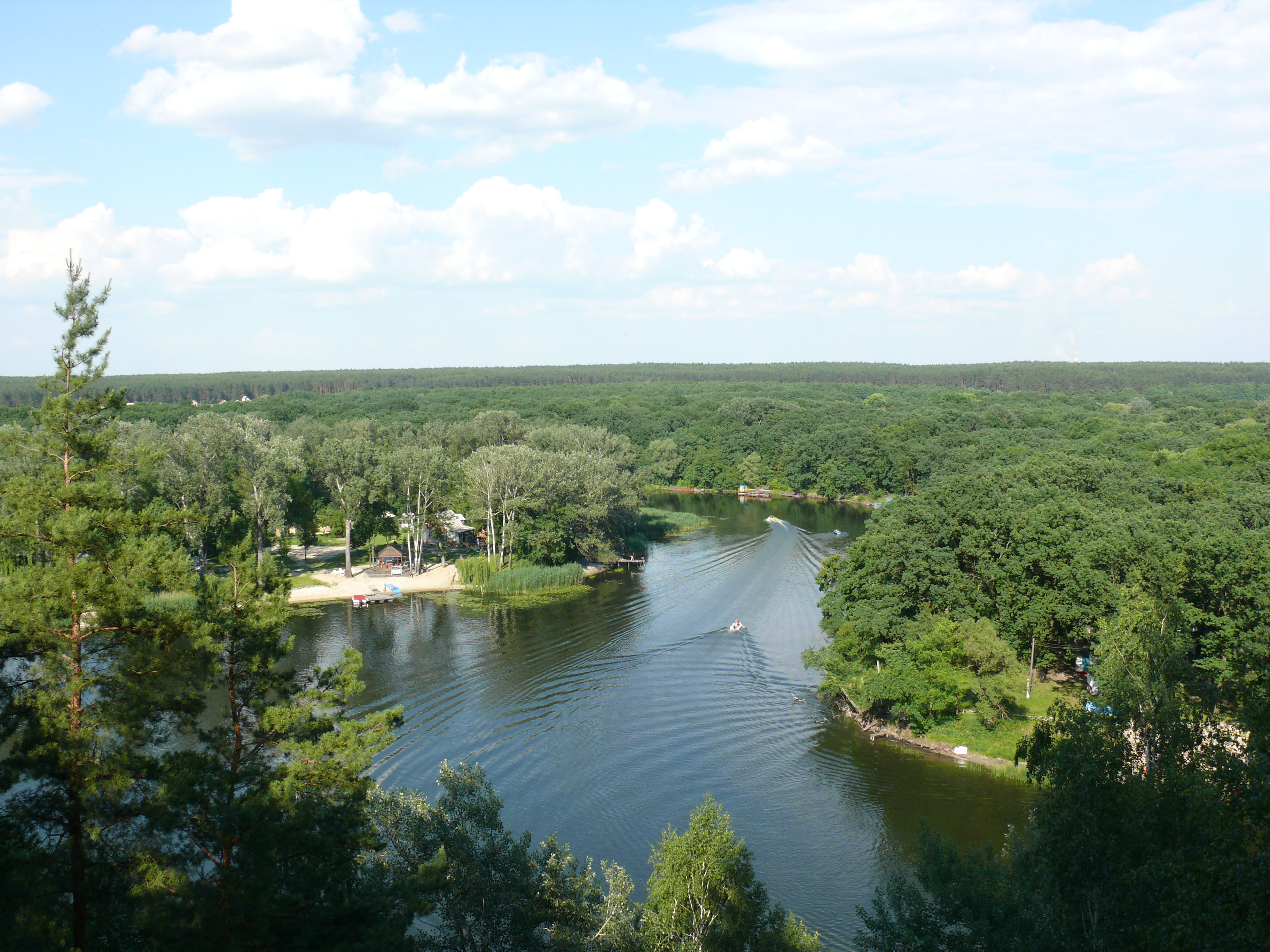

科羅波韋（烏克蘭語：Коропове）是位於烏克蘭東部的村莊，由哈爾科夫州丘胡伊夫区的茲米伊夫市鎮負責管轄。該村始建於1680年，面積0.32平方公里，海拔高度112米，2001年人口159，人口密度每平方公里504.8人。